# Медресе Рашид
Медресе Рашид (Медресе Рашида) (узб. Rashid madrasasi) — медресе в историческом центре Бухары (Узбекистан), воздвигнутое в XIX веке в эпоху правления представителей узбекской династии Мангытов на средства богатого афганского купца, оптовика по торговлю чаем в Бухаре — Рашида. Расположено на улице им. Бахауддина Накшбанда махалли им. Хамида Алимджана.
Архитектурный памятник входит в «Национальный перечень объектов недвижимости материального культурного наследия Узбекистана». В настоящее время является объектом туристического сервиса.
Государственная программа предусматривала капитальное восстановление и реставрацию медресе в 2013 году.